# 中文圖書分類法

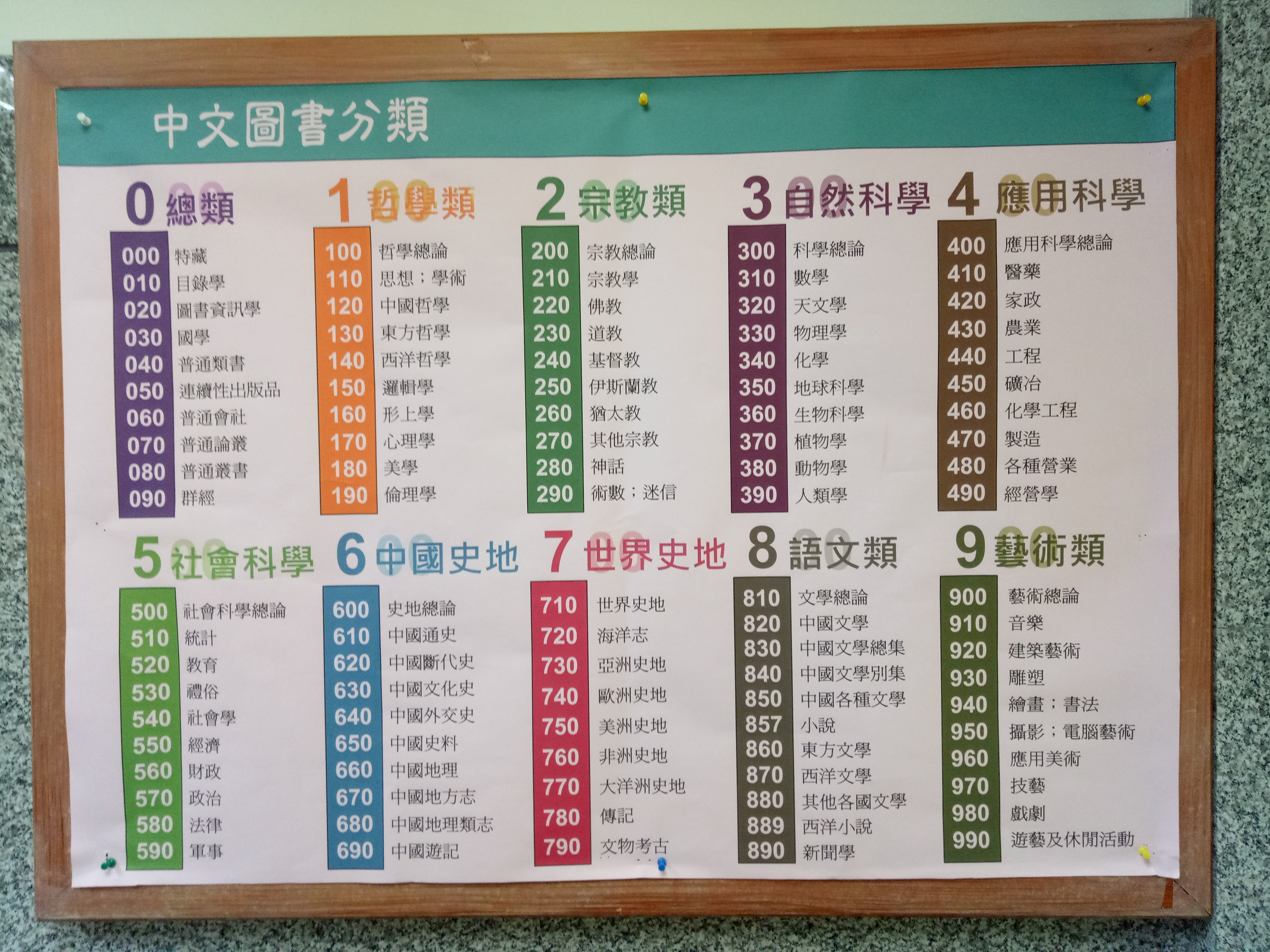
《中文圖書分類法》告示（攝於桃園市立圖書館平鎮分館）

《中文圖書分類法》是參照《杜威十進位圖書分類法》改進而成的中文圖書分類法。換言之，此法更適用於中文書籍，特別是中國歷史和中國文學。此法由圖書館學家賴永祥編訂，原名《中國圖書分類法》（又習稱賴永祥《中國圖書分類法》）；增訂八版後，賴氏將此法版權無償捐贈給中華民國國家圖書館。迄2007年，國家圖書館完成新版修訂，並更為現名。《中文圖書分類法》現時普遍應用於臺灣、香港、澳門及新加坡等地。

## 沿革
中國圖書分類法
《中國圖書分類法》原係1929年由劉國鈞教授參照美國杜威十進位圖書分類法，所編訂的一套適用於中文圖書的分類法。
賴永祥《中國圖書分類法》
中華民國政府播遷台灣之後，由國立臺灣大學圖書館學系賴永祥教授自1964年起陸續修訂出版，為有別於劉氏版本，又稱之為「賴永祥《中國圖書分類法》」。
歷年版本：
- 《中國圖書分類法》新訂初版（1964年）
- 《中國圖書分類法》新訂二版（1968年）
- 《中國圖書分類法》新訂三版（1971年）
- 《中國圖書分類法》新訂四版（1976年）
- 《中國圖書分類法》新訂五版（1977年）
- 《中國圖書分類法》增訂六版（1981年）
- 《中國圖書分類法》增訂七版（1989年）
- 《中國圖書分類法》增訂八版（2001年）

《中文圖書分類法》
「賴永祥《中國圖書分類法》」2001年增訂八版，由賴永祥編訂，黃淵泉、林光美協編。中華民國高等教育體系開辦的圖書館及資訊科學課程均包括這個圖書分類法。
2001年增訂八版後，賴永祥將版權無償捐贈給國家圖書館。2007年完成新版修訂，並更名為《中文圖書分類法》。
- 《中文圖書分類法》2007年版（2007年）[3]
- 《中文圖書分類法》2007年版-修訂一版（2016年）[4]

## 特色
以0至9數目字代表不同分類，主要分為十大類。分類號碼最大為百位數，可有點數，由0字開始。
另備複分表、時代表、地區表等以處理相同類別的分類。

## 基本大綱
- 000 總類
- 100 哲學類
- 200 宗教類
- 300 科學類
- 400 應用科學類
- 500 社會科學類
- 600-700 史地類
- 800 語言文學類
- 900 藝術類

## 簡表
| 總類 - 000 特藏 - 010 目錄學；文獻學 - 020 圖書資訊學；檔案學 - 030 國學 - 040 普通類書；普通百科全書 - 050 連續性出版品；期刊 - 060 普通會社；博物館學 - 070 普通論叢 - 080 普通叢書 - 090 群經 | 哲學類 - 100 哲學總論 - 110 思想；學術 - 120 中國哲學 - 130 東方哲學 - 140 西洋哲學 - 150 邏輯學 - 160 形上學 - 170 心理學 - 180 美學 - 190 倫理學 | 宗教類 - 200 宗教總論 - 210 宗教學 - 220 佛教 - 230 道教 - 240 基督教 - 250 伊斯蘭教 - 260 猶太教 - 270 其他宗教 - 280 神話 - 290 術數；迷信 | 科學類 - 300 科學總論 - 310 數學 - 320 天文學 - 330 物理學 - 340 化學 - 350 地球科學；地質學 - 360 生物科學 - 370 植物學 - 380 動物學 - 390 人類學 |

| 應用科學類 - 400 應用科學總論 - 410 醫藥 - 420 家政 - 430 農業 - 440 工程 - 450 礦冶 - 460 化學工程 - 470 製造 - 480 商業：各種營業 - 490 商業：經營學 | 社會科學類 - 500 社會科學總論 - 510 統計 - 520 教育 - 530 禮俗 - 540 社會學 - 550 經濟 - 560 財政 - 570 政治 - 580 法律 - 590 軍事 | 史地類 - 600 史地總論 | 中國史地 - 610 中國通史 - 620 中國斷代史 - 630 中國文化史 - 640 中國外交史 - 650 中國史料 - 660 中國地理 - 670 中國地方志 - 680 中國地理類志 - 690 中國遊記 |

| 世界史地 - 710 世界史地 - 720 海洋志 - 730 亞洲史地 - 740 歐洲史地 - 750 美洲史地 - 760 非洲史地 - 770 大洋洲史地 - 780 傳記 - 790 文物考古 | 語言文學類 - 800 語言學總論 - 810 文學總論 - 820 中國文學 - 830 中國文學總集 - 840 中國文學別集 - 850 中國各種文學 - 860 東方文學 - 870 西洋文學 - 880 其他各國文學 - 890 新聞學 | 藝術類 - 900 藝術總論 - 910 音樂 - 920 建築藝術 - 930 雕塑 - 940 繪畫；書法 - 950 攝影；電腦藝術 - 960 應用美術 - 970 技藝 - 980 戲劇 - 990 遊藝及休閒活動 |

## 綱目表

### 總類
| - 000 特藏 - 001 善本 - 002 稿本 - 003 精鈔本；舊鈔本 - 004 紀念文庫 - 005 中山文庫 - 006 指定文庫 - 007 鄉土文庫 - 008 學位論文；送審論文 - 009 禁書 | - 010 目錄學總論 - 011 圖書學 - 012 總目錄 - 013 國家書目 - 014 特種書目 - 015 其他特種目錄 - 016 專科目錄 - 017 個人目錄 - 018 藏書目錄 - 019 讀書法 | - 020 圖書資訊學總論 - 021 圖書館建築；圖書館設備 - 022 圖書館管理 - 023 圖書館業務 - 024 各類圖書館；特殊圖書館 - 025 專門圖書館 - 026 普通圖書館；公共圖書館 - 027 檔案學；檔案館 - 028 資訊處理；資訊事業 - 029 私家藏書 | - 030 國學總論 - 031 古籍源流 - 032 古籍讀法及研究 - 033-037 各國漢學研究 - 038 漢學會議 - 039 漢學家傳記 |

| - 040 類書總論；百科全書總論 - 041 分類類書 - 042 摘錦類書 - 043 韻目類書 - 044 歲時類書 - 046 常識手冊 - 047 青少年百科全書；兒童百科全書 - 049 各國百科全書 | - 050 連續性出版品；普通期刊 - 051 學術期刊 - 052 調查研究報告 - 053 機關雜誌 - 054 娛樂雜誌 - 055 婦女雜誌；家庭雜誌 - 056 青少年雜誌；兒童雜誌 - 057 普通畫報 - 058 普通年鑑 - 059 普通報紙 | - 060 普通會社總論 - 061 國際性普通會社 - 062 中國普通會社 - 063-067 各國普通會社 - 068 基金會 - 069 博物館學 | - 070 普通論叢 - 071 雜考 - 072 雜說 - 074 雜品 - 075 雜纂 - 077 西學雜論 - 078 現代論叢 - 079 各國論叢 |

| - 080 普通叢書 - 081 明以前叢書 - 082 清代叢書；近代叢書 - 083 民國叢書；現代叢書 - 084 輯逸叢書 - 085 各國叢書 - 086 郡邑叢書 - 087 翻譯叢書；西學叢書 - 088 族姓叢書 - 089 自著叢書 | 【第一法】 - 090 經學總論 - 091 群經合刻 - 092 群經注疏箋釋（附本文） - 093 群經注疏箋釋（不附本文） - 094 群經名物典制 - 095 群經表譜圖說 - 096 群經文字音義 - 097 讖緯總錄 - 098 群經總義合刻 - 099 石經 | 【第二法】 - 090 經學通論 - 091 易經 - 092 書經 - 093 詩經 - 094 禮 - 095 春秋 - 096 孝經 - 097 四書 - 098 群經總義 - 099 小學及樂經 |

### 哲學類
| - 100 哲學總論 - 101 哲學理論 - 103 哲學教育及研究 - 104 哲學辭典 - 105 哲學期刊 - 106 哲學團體 - 107 哲學論文集 - 108 哲學叢書 - 109 哲學史 | - 110 思想、學術概說 - 112 中國思想、學術 - 113 東方思想、學術 - 114 西洋思想、學術 - 118 知識的區分 - 119 人文學 | - 120 中國哲學總論 - 121 先秦哲學 - 122 漢代哲學 - 123 魏晉六朝哲學 - 124 唐代哲學 - 125 宋元哲學 - 126 明代哲學 - 127 清代哲學 - 128 現代哲學 | - 130 東方哲學總論 - 131 日本哲學 - 132 韓國哲學 - 133 猶太哲學 - 134 阿拉伯哲學 - 135 波斯哲學 - 136 中東各國哲學 - 137 印度哲學 - 138 東南亞各國哲學 |

| - 140 西洋哲學總論 - 141 古代哲學 - 142 中世哲學 - 143 近世哲學 - 144 英國哲學 - 145 美國哲學 - 146 法國哲學 - 147 德奧哲學 - 148 義大利哲學 - 149 其他西洋各國哲學 | - 150 邏輯總論 - 151 演繹邏輯 - 152 歸納邏輯 - 153 科學方法論 - 154 辯證邏輯 - 155 模態邏輯 - 156 數理邏輯 - 157 概率 - 158 專業邏輯 - 159 邏輯各論 | - 160 形上學總論 - 161 知識論 - 162 方法論 - 163 宇宙論 - 164 本體論 - 165 價值論 - 166 真理論 - 168 宇宙論問題各論 - 169 存有論問題各論 | - 170 心理學總論 - 171 心理學研究方法 - 172 生理心理學 - 173 一般心理 - 174 比較心理學 - 175 離常心理學；超心理學 - 176 心理學各論 - 177 應用心理學 - 178 臨床心理學 - 179 心理計量；心理測量 |

| - 180 美學總論 - 181 美意識 - 182 美與感覺 - 183 美之形式 - 184 美之內容 - 185 審美情感 - 186 審美判斷 - 188 各派美學 | - 190 倫理學總論 - 191 倫理學理論 - 192 個人倫理；修身 - 193 家庭倫理 - 194 性倫理；婚姻 - 195 社會倫理 - 196 國家倫理 - 197 生命倫理學 - 198 職業倫理 - 199 道德各論 |

### 宗教類
| - 200 宗教總論 - 201 宗教政策 - 203 宗教教育及研究 - 204 宗教辭典 - 205 宗教期刊 - 206 宗教團體 - 207 宗教論文集 - 208 宗教叢書 - 209 宗教史 | - 210 宗教學總論 - 211 宗教經驗 - 212 宗教倫理道德 - 213 宗教行為及組織 - 214 宗教與文化 - 215 原始宗教 - 216 宗教觀念與思想 - 217 宗教交流 - 218 各宗教比較論；比較宗教學 - 219 宗教思想史；宗教學史 | - 220 佛教總論 - 221 經及其釋 - 222 論及其釋 - 223 律及其釋 - 224 佛教儀制；佛教文藝 - 225 佛教佈教及信仰生活 - 226 佛教宗派 - 227 寺院 - 228 佛教史地 - 229 佛教傳記 | - 230 道教總論 - 231 道藏 - 233 道教規律 - 234 道教儀式 - 235 道教修鍊 - 236 道教宗派 - 237 道觀及道教組織 - 238 道教史 - 239 道教傳記 |

| - 240 基督教總論 - 241 聖經 - 242 神學；教義學 - 243 教義文獻 - 244 實際神學；儀式 - 245 教牧學 - 246 宗派 - 247 教會；社會神學 - 248 基督教史 - 249 基督教傳記 | - 250 伊斯蘭教總論 - 251 伊斯蘭教經典 - 252 伊斯蘭教論疏 - 253 伊斯蘭教規律 - 254 伊斯蘭教儀式 - 255 伊斯蘭教佈教 - 256 伊斯蘭教宗派 - 257 伊斯蘭教教會及組織 - 258 伊斯蘭教史 - 259 伊斯蘭教傳記 | - 260 猶太教總論 - 261 猶太教經典 - 262 猶太教教義 - 263 猶太教規律 - 264 猶太教儀式 - 265 猶太教佈教 - 266 猶太教宗派 - 267 猶太教教會及組織 - 268 猶太教史 - 269 猶太教傳記 | - 270 其他宗教 - 271 中國其他宗教 - 272 祠祀 - 273 日本神道 - 274 婆羅門教；印度教 - 275 祆教 - 276 其他東方諸宗教 - 277 希臘羅馬之宗教 - 278 條頓系及北歐之宗教 - 279 其他 |

| - 280 神話總論 - 282 中國神話 - 283-287 各國神話 - 283 亞洲各國神話 - 284 西洋各國神話 | - 290 術數總論 - 291 陰陽五行 - 292 占卜 - 293 命相 - 294 堪輿 - 295 巫術 - 296 通靈術；心靈術 - 297 異象奇聞；奇蹟 - 298 迷信；禁忌 - 299 各國迷信禁忌 |

### 科學類
| - 300 科學總論 - 301 科學理論 - 302 科學參考工具 - 303 科學教育及研究 - 304 科學辭典 - 305 科學期刊 - 306 科學團體 - 307 科學論文集 - 308 科學叢書 - 309 科學史 | - 310 數學總論 - 311 初等數學 - 312 電腦科學 - 313 代數 - 314 數學分析 - 315 拓樸學 - 316 幾何 - 318 數值分析 - 319 應用數學；機率 | - 320 天文學總論 - 321 理論天文學 - 322 實用天文學 - 323 天體；天象 - 324 天文地理學；大地天文學 - 325 月球 - 326 太空科學 - 327 歲時；曆法；應用天文學 - 328 氣象學 | - 330 物理學總論 - 331 理論物理學 - 332 力學 - 333 物質 - 334 聲學；聲音 - 335 熱學 - 336 光；光學 - 337 電學；電子學 - 338 磁學 - 339 現代物理 |

| - 340 化學總論 - 341 分析化學 - 342 儀器分析化學 - 343 高分子化學 - 345 無機化學 - 346 有機化學 - 347 化學實驗及設備 - 348 物理化學 - 349 材料化學 | - 350 地球科學總論；地質學總論 - 351 自然地理 - 352 歷史地質學 - 353 固態地球科學 - 354 動力地質學 - 355 經濟地質學 - 356 地質調查 - 357 礦物學 - 358 岩石學 - 359 古生物學 | - 360 生物科學總論 - 361 普通生物學 - 362 演化論 - 363 遺傳學 - 364 細胞論 - 365 經濟生物學 - 366 生物分布；生物地理學 - 367 生態學 - 368 生物技術 - 369 微生物學 | - 370 植物學總論 - 371 植物形態學 - 373 植物生理學 - 374 植物生態學 - 375 植物分類學 - 376 經濟植物學 - 377 種子植物 - 378 孢子植物 - 379 菌藻植物門 |

| - 380 動物學總論 - 381 動物形態學 - 382 動物解剖學 - 383 動物生理學 - 384 經濟動物學 - 385 動物分佈；動物地理學 - 386 無脊椎動物 - 387 節肢動物門；緩步動物門；舌形動物門 - 388 半索動物門；脊索動物門 - 389 哺乳綱 | - 390 人類學總論 - 391 體質人類學 - 392 人種學 - 394 人體解剖學 - 395 人體組織學；顯微解剖學 - 396 人體胚胎學 - 397 人體生理學 - 398 各部生理 - 399 生物化學；醫化學 |

### 應用科學類
| - 400 應用科學總論 - 401 技術理論 - 402 技術參考工具 - 403 技術教育及研究 - 404 技術辭典 - 406 技術團體 - 408 技術叢書 - 409 技術史 | - 410 醫藥總論 - 411 衛生學 - 412 公共衛生 - 413 中國醫學 - 414 中藥學 - 415 西醫學 - 416 外科 - 417 婦產科；老幼科 - 418 藥學；藥理學；治療學 - 419 醫院管理；醫事行政；護理 | - 420 家政總論 - 421 家庭經濟；家庭管理 - 422 居住環境 - 423 衣飾；服裝 - 425 美容 - 426 家庭手藝 - 427 飲食；烹飪 - 428 育兒 - 429 家庭衛生 | - 430 農業總論 - 431 農業經濟 - 433 農業氣象與災害 - 434 農藝 - 435 園藝 - 436 森林 - 437 畜牧與獸醫 - 438 魚業 - 439 農產加工 |

| - 440 工程學總論 - 441 土木工程；建築工程 - 442 道路工程；鐵路工程 - 443 水利工程 - 444 船舶工程 - 445 市政工程；環境工程 - 446 機械工程 - 447 交通工具工程 - 448 電機工程 - 449 核子工程 | - 450 礦冶總論 - 451 礦業經濟 - 452 探礦；採礦；選礦 - 453 金屬礦 - 454 冶金；合金 - 456 煤礦 - 457 石油礦；石油工業 - 458-459 非金屬礦 | - 460 化學工程 - 461 化學藥品；化學工業 - 462 爆炸物；燃料；照明 - 463 食品工業 - 464 矽酸鹽工業 - 465 染料；顏料；塗料 - 466 油脂及界面活性劑工業 - 467 高分子化學工業 - 468 電化學工業 - 469 其他化學工業 | - 470 製造總論 - 471 精密機械工藝 - 472 金屬工藝 - 473 石材工藝 - 474 木工藝；竹工藝 - 475 皮革工藝 - 476 造紙工藝 - 477 印刷工藝 - 478 纖維工程 - 479 其他工藝 |

| - 480 商業總論 - 481 糧商業 - 482 其他農產品業 - 483 畜牧水產品業；飲食相關行業 - 484 機械業；電機資訊業 - 485 化學製品業 - 486 礦產品業 - 487 製造品業 - 488 紡織品業 - 489 其他各種營業 | - 490 商學總論 - 491 商業地理 - 492 商政 - 493 商業實踐 - 494 企業管理 - 495 會計 - 496 商品學；市場學；行銷管理 - 497 廣告 - 498 商店 - 499 企業志；公司行號志 |

### 社會科學類
| - 500 社會科學總論 - 501 社會科學理論 - 502 社會科學參考工具 - 503 社會科學教育及研究 - 504 社會科學辭典 - 505 社會科學期刊 - 506 社會科學團體 - 507 社會科學論文集 - 508 社會科學叢書 - 509 社會思想史 | - 510 統計學總論 - 511 統計學各論 - 512 統計資料處理 - 513 統計機關 - 514 各國統計 - 515 人口統計 - 516 生命統計 - 517 國民所得統計 - 518 應用統計學 - 519 各科統計 | - 520 教育總論 - 521 教育心理學；教學；課程 - 522 教師及師資培育 - 523 初等教育 - 524 中等教育 - 525 高等教育 - 526 教育行政 - 527 學校管理 - 528 各種教育 - 529 特殊人教育 | - 530 禮俗總論 - 531 禮經 - 532 通禮 - 533 邦禮 - 534 家禮 - 535 民族學 - 536 民族志 - 537 原始文化 - 538 民俗學；各國風俗 - 539 民謠；傳說 |

| - 540 社會學總論 - 541 社會學各論 - 542 社會問題 - 543 社會調查報告；社會計劃 - 544 家庭；族制 - 545 社區；環境 - 546 社會階層及組織 - 547 社會工作；社會福利 - 548 社會救濟 - 549 社會改革論 | - 550 經濟學總論 - 551 經濟學各論 - 552 經濟史地 - 553 生產；企業；經濟政策 - 554 土地問題 - 555 產業；工業 - 556 勞工 - 557 交通 - 558 貿易 - 559 合作 | - 560 財政學總論 - 561 貨幣；金融 - 562 銀行 - 563 金融各論 - 564 公共財政 - 565 各國財政狀況 - 566 地方財政 - 567 租稅 - 568 關稅 | - 570 政治學總論 - 571 政治學各論 - 572 比較政府 - 573 中國政治制度 - 574 各國政治 - 575 地方制度；地方自治 - 576 政黨 - 577 移民及殖民 - 578 國際關係 - 579 國際法 |

| - 580 法律總論 - 581 憲法 - 582 中國法規彙編 - 583 各國法規 - 584 民法 - 585 刑法 - 586 訴訟法 - 587 商事法 - 588 行政法 - 589 司法制度 | - 590 軍事總論 - 591 軍制 - 592 兵法；作戰法 - 593 軍事教育；軍事訓練 - 594 軍需；後勤；軍人生活 - 595 軍事技術 - 596 陸軍 - 597 海軍 - 598 空軍 - 599 國防；防務 |

### 史地類
- 600 史地總論
- 601 史學
- 602 史學參考工具
- 603 史學教育及研究
- 604 史學辭典
- 605 史學期刊
- 606 史學團體
- 607 史學論文集
- 608 史學叢書
- 609 地理學

#### 中國史地
| - 610 中國通史 - 611 中國史學理論 - 612 中國史學參考工具 - 613 中國史學教育 - 614 中國史學辭典 - 615 中國史學期刊 - 616 中國史學團體 - 617 中國史學論文集 - 618 中國史學叢書 - 619 中國史研究 | - 620 中國斷代史 - 621 先秦 - 622 漢及三國 - 623 晉及南北朝 - 624 唐及五代 - 625 宋及遼金元 - 626 明 - 627 清 - 628 民國 - 629 中國方隅史 | - 630 中國文化史 - 631 先秦文化史 - 632 漢及三國文化史 - 633 晉及南北朝文化史 - 634 唐及五代文化史 - 635 宋及遼金元文化史 - 636 明代文化史 - 637 清代文化史 - 638 現代文化史 - 639 中國民族史 | - 640 中國外交史 - 641 前代中國外交史 - 642 現代中國外交史 - 643 中國與亞洲 - 644 中國與歐洲 - 645 中國與美洲 - 646 中國與非洲 - 647 中國與大洋洲 - 648 中國與國際機構 - 649 中國各地方外交史 |

| - 650 中國史料 - 651 詔令 - 652 奏議；公牘 - 653 起居注 - 654 實錄 - 655 檔案 - 656 族檔 - 657 公報 - 658 中國史料叢刊 - 659 雜史料 | - 660 中國地理總志 - 661 先秦地理志 - 662 漢及三國地理志 - 663 晉及南北朝地理志 - 664 唐及五代地理志 - 665 宋及遼金元地理志 - 666 明代地理志 - 667 清代地理志 - 669 中國歷史地理 | - 670 中國地方志總論 - 671 華北地區 - 672 華中地區 - 673 華南地區 - 674 東北地區 - 675 塞北地區 - 676 西部地區 | - 680 中國地理類志 - 681 都城；疆域 - 682 水志 - 683 山志 - 684 名勝古蹟 - 685 人文地理 - 686 經濟地理 - 687 人物 - 689 雜記 |

- 690 中國遊記

### 世界史地
| - 710 世界史地 - 711 世界通史 - 712 世界斷代史 - 713 世界文化史 - 714 世界外交史 - 715 世界史料 - 716 世界地理 - 717 世界區域志 - 718 世界地理類志 - 719 世界遊記 | - 720 海洋志總論 - 721 太平洋 - 722 北太平洋 - 723 南太平洋 - 724 印度洋 - 725 大西洋 - 726 地中海 - 727 北極海 - 728 南極海 - 729 航海記彙編 | - 730 亞洲史地總論 - 731 日本 - 732 韓國 - 733 臺灣 - 734 中亞 - 735 中東 - 736 西南亞 - 737 南亞；印度 - 738 東南亞 - 739 馬來群島 | - 740 歐洲史地總論 - 741 英國 - 742 法國 - 743 德國 - 744 中歐 - 745 義大利 - 746 伊比利半島及諸小國 - 747 北歐 - 748 俄羅斯 - 749 東南歐 |

| - 750 美洲史地總論 - 751 北美洲 - 752 美國 - 753 加拿大 - 754 拉丁美洲 - 755 中美諸國 - 756 南美洲 - 757-759 南美各國 | - 760 非洲史地總論 - 761 埃及 - 762 衣索匹亞 - 763 撒哈拉 - 764 中非 - 765 東非 - 766 西非 - 767 西北非洲 - 768 南部非洲 - 769 非洲屬島 | - 770 大洋洲總論 - 771 澳大利亞 - 772 紐西蘭 - 774 太平洋諸島嶼 - 775 美拉尼西亞 - 776 密克羅尼西亞 - 777 玻里尼西亞 - 778 北極 - 779 南極洲 | - 780 傳記總論 - 781 世界傳記 - 782 中國傳記 - 783 亞洲傳記 - 784 歐洲傳記 - 785 美洲傳記 - 786 非洲傳記 - 787 大洋洲傳記 - 789 譜系 |

- 790 文物考古總論
- 791 文物彙考；金石志
- 792 甲骨
- 793 金屬器物
- 794 石
- 795 古書畫；古文書
- 796 磚瓦陶及雜器
- 797 中國古物志
- 798 各國古物志
- 799 史前文物考古

### 語言文學類
| - 800 語言學總論 - 801 比較語言學 - 802 漢語 - 803 東方語言 - 804 印歐語系 - 805 日耳曼語族 - 806 斯拉夫語族 - 807 其他語系 - 808 美洲、非洲、大洋洲諸語言 - 809 人為語 | - 810 文學總論 - 811 寫作；翻譯；演講 - 812 文藝創作及批評 - 813 世界文學總集 - 815 各種文學 - 819 比較文學 | - 820 中國文學總論 - 821 中國詩論 - 822 辭賦論 - 823 詞論；詞話 - 824 中國戲曲論 - 825 中國散文論；語體文論；新文學論 - 826 中國雜文學論 - 827 中國小說論 - 829 中國文學批評史 | - 830 中國文學總集 - 831 中國詩總集 - 832 辭賦總集 - 833 詞總集 - 834 中國戲曲總集 - 835 中國散文總集 - 836 中國國文課本 - 837 中國語體文總集 - 838 婦女作品總集 - 839 中國各地藝文總集 |

| - 840 中國文學別集 - 842 漢及三國別集 - 843 晉及南北朝別集 - 844 唐及五代別集 - 845 宋及遼金元別集 - 846 明代別集 - 847 清代別集 - 848 現代別集 | - 850 各地方文學；各民族文學；各體文學 - 851 中國詩 - 852 詞 - 853 曲 - 854 劇本 - 855 散文；隨筆；日記 - 856 函牘及雜著 - 857 小說 - 858 民間文學；俗文學 - 859 中國兒童文學 | - 860 東方文學總論 - 861 日本文學 - 862 韓國文學 - 863 臺灣文學 - 864 中東文學 - 865 阿拉伯文學 - 866 伊朗文學 - 867 印度文學 - 868 東南亞文學 - 869 其他亞洲各國文學 | - 870 西洋文學總論 - 871 古代西洋文學 - 872 近代西洋文學 - 873 英國文學 - 874 美國文學 - 875 德國文學 - 876 法國文學 - 877 義大利文學 - 878 西班牙文學 - 879 葡萄牙文學 |

| - 880 俄國文學 - 881 北歐各國文學 - 882 中歐各國文學 - 883 東歐各國文學 - 885 美洲各國文學 - 886 非洲各國文學 - 887 大洋洲各國文學 - 889 西洋小說 | - 890 新聞學總論 - 891 新聞政策；新聞法規 - 892 組織和管理 - 893 新聞編輯及報導 - 894 新聞業務；新聞經營 - 895 新聞採訪及新聞寫作 - 896 通訊社 - 897 各種新聞媒體 - 898 中國新聞事業 - 899 各國新聞事業 |

### 藝術類
| - 900 藝術總論 - 901 藝術理論 - 902 藝術圖譜 - 903 藝術教育及研究 - 904 藝術辭典 - 905 藝術期刊 - 906 藝術團體 - 907 藝術論文集 - 908 藝術叢書 - 909 藝術史 | - 910 音樂總論 - 911 音樂理論 - 912 合奏及樂團 - 913 聲樂；歌曲 - 914 舞蹈音樂 - 915 戲劇音樂 - 916 弦樂 - 917 鍵盤樂器；敲擊樂器；電子與電腦樂器 - 918 管樂 - 919 民族音樂 | - 920 建築藝術總論 - 921 建築藝術設計 - 922 中國建築 - 923 各國建築 - 924 宮殿；城廓 - 925 道路；橋樑 - 926 公共建築 - 927 宗教建築；陵墓 - 928 民屋；住宅 - 929 景觀建築 | - 930 雕塑總論 - 931 篆刻；刻印 - 932 雕塑材料及技法 - 933 木雕 - 934 石雕 - 935 金屬雕刻 - 936 玉雕；象牙雕及其他 - 937 版畫 - 938 陶瓷雕塑；雕漆 - 939 塑造 |

| - 940 繪畫總論 - 941 中國書畫 - 942 書法 - 943 法帖；拓本 - 944 中國畫 - 945 中國畫冊 - 946 東洋畫 - 947 西洋繪畫 - 948 各種西洋畫法 - 949 西洋畫各派 | - 950 攝影總論 - 951 攝影器材設備 - 952 攝影技術 - 953 專題攝影技術 - 954 特殊攝影技術 - 955 攝影術之應用 - 956 電腦藝術 - 957 專題攝影集 - 958 普通攝影集 - 959 攝影業；攝影師 | - 960 應用美術總論 - 961 圖案 - 962 裝飾文字 - 963 色彩及配色 - 964 工業美術 - 966 織品服飾工藝美術 - 967 室內裝飾 - 968 玻璃及金屬工藝美術 - 969 民間工藝美術 | - 970 技藝總論 - 971 花藝；插花 - 972 紙藝 - 973 香道 - 974 茶藝；茶道 - 976 舞蹈；跳舞 |

| - 980 戲劇總論 - 981 劇場藝術 - 982 中國戲劇 - 983 東洋戲劇 - 984 西洋戲劇 - 985 學校戲劇 - 986 偶戲 - 987 電影 - 989 其他各種戲劇 | - 990 遊藝及休閒活動總論 - 991 公共娛樂 - 992 旅遊；觀光 - 993 戶外活動 - 994 水上運動 - 995 室內遊戲 - 996 兒童遊戲 - 997 智力遊戲 - 998 博戲 - 999 業餘遊玩；民俗藝術 |

## 詳表
更詳細内容請見：中文編目規範標準∕《中文圖書分類法 》（2007年版）（页面存档备份，存于）

## 外部連結
- 國家圖書館: 編目園地: 分類法（页面存档备份，存于）